# 狭叶吊兰
狭叶吊兰（学名：Chlorophytum chinense）为龙舌兰科吊兰属的植物，为中国的特有植物。分布于中国大陆的云南、四川等地，生长于海拔2,600米至3,000米的地区，常生长在草坡、林缘和河边，目前尚未由人工引种栽培。